# Alfred Siebeneichen
Alfred Walter Siebeneichen, od 1918 do 1933 Siebeneycher-Siebeneichen (ur. 24 marca 1895 w Łodzi, zm. 5 lipca 1964 w Warszawie) – polski urzędnik państwowy, działacz narodowy i gospodarczy, publicysta.

## Życiorys
Urodził się w rodzinie Ludwika i Matyldy z Adamów. W 1914 r. ukończył Szkołę Handlową Zgromadzenia Kupców w Łodzi. Po wybuchu I wojny światowej został powołany do Armii Imperium Rosyjskiego. Po odzyskaniu przez Polskę niepodległości w roku 1918, został absolwentem Szkoły Nauk Politycznych w Warszawie z 1924 r. oraz Akademii Handlowej w Poznaniu (22 sierpnia 1930). W latach 20. XX wieku był starszym referentem w Wydziale Handlu Wewnętrznego Ministerstwa Przemysłu i Handlu. Od 1928 r. był pracownikiem wydziału handlowego w Komisariacie Generalnym Rzeczypospolitej Polskiej w Wolnym Mieście Gdańsku. Uczestniczył w rokowaniach II Rzeczypospolitej z Wolnym Miastem Gdańsk i Królestwem Rumunii (styczeń 1937). Należał do Towarzystwa Przyjaciół Nauki i Sztuki, zasiadał w komitecie redakcyjnym „Rocznika Gdańskiego”, był prezesem sekcji strzeleckiej klubu sportowego Gedania Gdańsk, działał w Związku Strzeleckim, Związku Polaków. W Gdańsku przebywał do 1935 r. Po powrocie do Warszawy z dniem 22 listopada 1935 r. został powołany na stanowiska Naczelnika Wydziału w Ministerstwie Przemysłu i Handlu. W 1936 r. przewodniczył polskiej komisji podczas narady polskiej i niemieckiej komisji rządowej do spraw wzajemnego obrotu towarowego. Z dniem 11 grudnia 1936 r. został powołany na stanowisko Naczelnego Dyrektora Polskiego Instytutu Rozrachunkowego w Warszawie. Do 31 maja 1930 r. jego tożsamość brzmiała Alfred Siebeneycher-Siebeneichen. Był autorem publikacji o tematyce gospodarczej, publikował w czasopiśmie „Przemysł i Handel”. Wygłosił wykład pt. Konkurencja portów bałtyckich podczas Kursu o Pomorzu, zorganizowanego przez Instytut Bałtycki dla publicystów i dziennikarzy w styczniu 1930 r. Był encyklopedystą. Został wymieniony w gronie edytorów trzytomowej Podręcznej encyklopedii handlowej wydanej w 1931 r. w Poznaniu .
Po wybuchu II wojny światowej we wrześniu 1939 r. wyjechał początkowo do Bukaresztu, a następnie Belgradu, gdzie zajmował się windykacją polskich należności. We Francji w okresie od 1 września 1940 do 9 marca 1944 r. pracował w Polskim Czerwonym Krzyżu jako kierownik biura administracyjno-finansowego Biura Centralnego. Aresztowany został przez Niemców (SiPo Paryż) 9 marca 1944 r. w St. Nizier du Moucherotte i od 8 kwietnia 1944 do 5 maja 1945 r. był przetrzymywany w obozie koncentracyjnym Mauthausen. Po zakończeniu wojny, 4 września 1946 r. powrócił do Polski. Po powrocie, od 20 września 1946 do 31 października 1952 r. był zatrudniony w Narodowym Banku Polskim na stanowisku Dyrektora Departamentu Zagranicznego, następnie od 1 listopada 1952 r. w Szkole Głównej Planowania i Statystyki. W okresie od 1949 do 1958 r. był Członkiem Rady Nadzorczej Banku Handlowego w Warszawie S.A. W dniu 2 lipca 1947 r. uzyskał stopień magistra nauk ekonomiczno-handlowych na Akademii Handlowej w Poznaniu.
Od 1921 r. był mężem Janiny z Przybyłowskich (1899–1977).
Zmarł 5 lipca 1962 r. w Warszawie. Pochowany na cmentarzu Powązkowskim (kwatera 299a-1-21).

## Publikacje
- Służba informacyjno-gospodarcza w Polsce a zagranica
- Reglamentacja handlu w Polsce (1920)
- Gdańsk a Polska na tle gospodarczych postanowień Traktatu, konwencji i umów (1923)
- Rozwój czy upadek portu gdańskiego (1926)
- La Pologne et le développement du port de Dantzig (1926)
- Kredyt krótkoterminowy dla handlu (1928)
- Życie gospodarcze Wolnego Miasta Gdańska (1928)
- Udział Gdańska w handlu zagranicznym Polski (1929)
- Zehnjährige Entwicklung des Danziger Hafens (1929)
- Le port de Dantzig (1929)
- Konkurencja portów bałtyckich (1930)
- Spór o Gdynię (1930, współautor: Henryk Strasburger)
- Handel międzynarodowy na Bałtyku (Le commerce international sur la mer Baltique, Tomy 1-3) (1930, współautorzy: Wojciech Stopczyk, Henryk Strasburger)
- Danzig–Gdynia (1933)
- Rola Gdańska w życiu gospodarczym Polski (1935)
- Zagadnienia walutowe i technika rozliczeń międzynarodowych (1953, współautor: Stanisław Raczkowski)
- Finanse przedsiębiorstw handlowych (1953, współautor: Tadeusz Wojciechowski)

## Ordery i odznaczenia
- Krzyż Kawalerski Orderu Odrodzenia Polski (2 maja 1923)[19]
- Złoty Krzyż Zasługi (dwukrotnie: 11 listopada 1934[20], 11 listopada 1937[21])
- Medal Niepodległości (9 stycznia 1932)[22]
- Medal Dziesięciolecia Odzyskanej Niepodległości[17]
- Brązowy Medal za Długoletnią Służbę[17]